# Брама Катерини
Брама Катерини (рум. Poarta Ecaterinei) — міська брама, історична пам'ятка міста Брашов в Румунії. Це єдина збережена брама середньовічної фортеці Брашова, пам'ятка фортифікаційної архітектури Румунії.
Вперше захисна стіна і брама фортеці Брашов в цьому місці була побудована в XIII столітті. З огляду на те, що з внутрішньої сторони до стіни примикав монастир Святої Катерини, то брама також успадкували цю назву. В 1526 ворота були зруйновані зсувом. У 1559 році вони були відновлені у вигляді, який можна спостерігати в наш час. Повний макет фортеці Брашов, якою вона була в XVI столітті, можна подивитися в історичному музеї, що розташований в бастіоні Ткачів.
Брама є квадратною в плані триярусною спорудою з шатровим дахом. Над аркою закріплений герб Брашова. По чотирьох кутах будівлі прибудовані декоративні вежі. Ці вежі символізують судове право міста на страту без дозволу короля. У 1689 році вежі були зруйновані землетрусом і відновлені лише в 1973 році.
Зараз у вежі Брами Катерини знаходиться історичний музей.